# Alan Greenspan

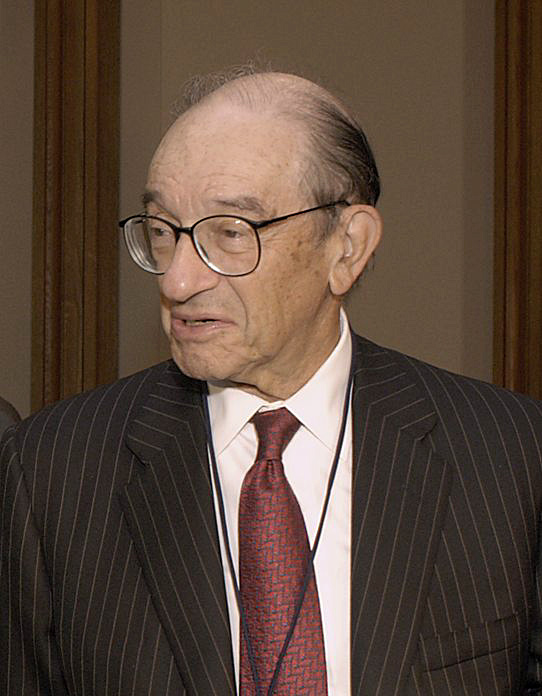
Alan Greenspan, 2002

Alan Greenspan (* 6. März 1926 in New York) ist ein US-amerikanischer Wirtschaftswissenschaftler. Er war vom 11. August 1987 bis zum 31. Januar 2006 Vorsitzender der US-Notenbank (Federal Reserve System).
Er gehört der Republikanischen Partei an.

## Ausbildung und Privatleben
Greenspan wurde in eine jüdische Familie ungarischer Einwanderer geboren und wollte zunächst Musiker werden. Im Stadtteil Bronx seiner Geburtsstadt New York besuchte der Sohn eines Börsenmaklers, der auch Kantor an einer Synagoge war, die berühmte Musikhochschule Juilliard School. Seine Instrumente waren das Saxophon und die Klarinette, mit der er seinem Vorbild Benny Goodman nacheiferte. 1944 und 1945 tourte er mit der Band von Henry Jerome.
Im Jahr 1951 heiratete er Joan Mitchell. Die Ehe mit ihr wurde 1952 wieder geschieden.
Von 1944 an absolvierte er ein volkswirtschaftliches Studium, das er 1950 an der New York University mit dem Master-Grad abschloss. Danach studierte er kurze Zeit an der Columbia University. 1977 erlangte er an der New York University den PhD. Im Jahr 2005 wurde ihm von der Columbia University ein Ehrendoktor verliehen.
Mit 71 Jahren heiratete Greenspan die damalige NBC-Korrespondentin im Weißen Haus, Andrea Mitchell.
Greenspans finanzpolitische Laufbahn begann 1953 mit der Beratungsfirma „Townsend-Greenspan & Co“. 1967 unterstützte er Richard Nixon im Wahlkampf, der ihn 1974 als Präsident zum Chef des Council of Economic Advisers berief.
Ende der 1950er-Jahre lernte er Ayn Rand kennen, durch die er, der zuvor mit Keynes sympathisiert hatte, zum „flammende[n] Befürworter des Laissez-faire-Kapitalismus“ wurde. Ihm selbst zufolge habe Rand ihm „gezeigt, dass Kapitalismus nicht nur effizient und praktisch, sondern auch moralisch“ sei. 1957 verteidigte er Rands Ansichten gegen eine kritische Rezension von Atlas wirft die Welt ab, indem er in einem Leserbrief an die New York Times schrieb, dass „Parasiten, die dem Leben weder Sinn noch Zweck abgewinnen [...] mit Recht zu Grunde“ gingen.
Mittlerweile vertritt er die Meinung, dass Steuersenkungen das Wirtschaftswachstum nicht unbedingt fördern und plädiert für die Rückführung der Steuernachlässe von 2001 und 2003 unter der Bush-Regierung.
Alan Greenspan ist bekennender Atheist.

## Vorsitzender des Federal Reserve Systems
Vom 11. August 1987 bis zum 31. Januar 2006 war er Vorsitzender des United States Federal Reserve Board. Greenspan erreichte in dieser Position internationales Ansehen. Insgesamt arbeitete er unter vier US-Präsidenten. Er wandte sich stets gegen eine feste Regelbindung der Geldpolitik, unter anderem mit seinem bekannten Ausspruch: „Geldpolitik ist keine angewandte Wissenschaft, sondern Kunst!“
Seine Berufung an die Spitze der Fed erfolgte durch den republikanischen Präsidenten Ronald Reagan. Auch von Reagans Nachfolgern George Bush, Bill Clinton und George W. Bush wurde Greenspan hoch angesehen.
Während Greenspans Amtszeit kam es zu einer Reihe von Wirtschaftskrisen: 1987 litten die USA unter den Folgen eines schweren Börsenkrachs, 1990 widerstand Greenspan dem Druck Bush sen., eine expansive Geldpolitik durchzuführen. Stattdessen blieb Greenspan bei einem auf Preisniveaustabilität ausgerichteten Kurs, weswegen man ihn mitverantwortlich für die Mitte 1990 in den USA einsetzende leichte Rezession machte, die durch den 2. Golfkrieg zusätzlich angeheizt wurde.
Mit Bushs Nachfolger Clinton arbeitete Greenspan ab 1993 zielorientiert zusammen; während Clinton eine auf Haushaltskonsolidierung ausgerichtete restriktive Fiskalpolitik betrieb, gelang es der Fed, durch eine expansive Geldpolitik einen Impuls zur Wirtschaftsentwicklung zu geben.
Auf Initiative Greenspans und der EZB intervenierten die Notenbanken der USA, Japans, Kanadas und der EU in der Anfangszeit des Euro. Insbesondere durch die Stützungskäufe vom 22. September 2000 erholte sich der Euro, der unter 0,85 US-Dollar gesunken war, bis auf 90 US-Cent. Gemeinsam mit der EZB und der japanischen Zentralbank intervenierte die Fed unter Greenspan auch in der Folge des 11. September 2001.
Im Jahr 2001 war in den USA ein Verfahren gegen Greenspan wegen des Verdachts der Goldpreis-Manipulation anhängig, das aber für den Banker ohne Konsequenzen verlief.
Die Verlängerung von Greenspans fünfter Amtszeit als Chairman endete am 31. Januar 2006. Als seinen Nachfolger berief George W. Bush Ben Bernanke.

## Beratertätigkeit
Am 13. August 2007 wurde bekannt, dass Alan Greenspan für die Deutsche Bank als Berater im Bereich Investmentbanking tätig sein wird.
Seit Januar 2008 ist Greenspan Berater der Paulson & Co. Hedgefonds-Gesellschaft. Es wurde vertraglich vereinbart, dass Greenspan ausschließlich für Paulson & Co. als Berater tätig sein wird.

## Ansichten über Greenspan

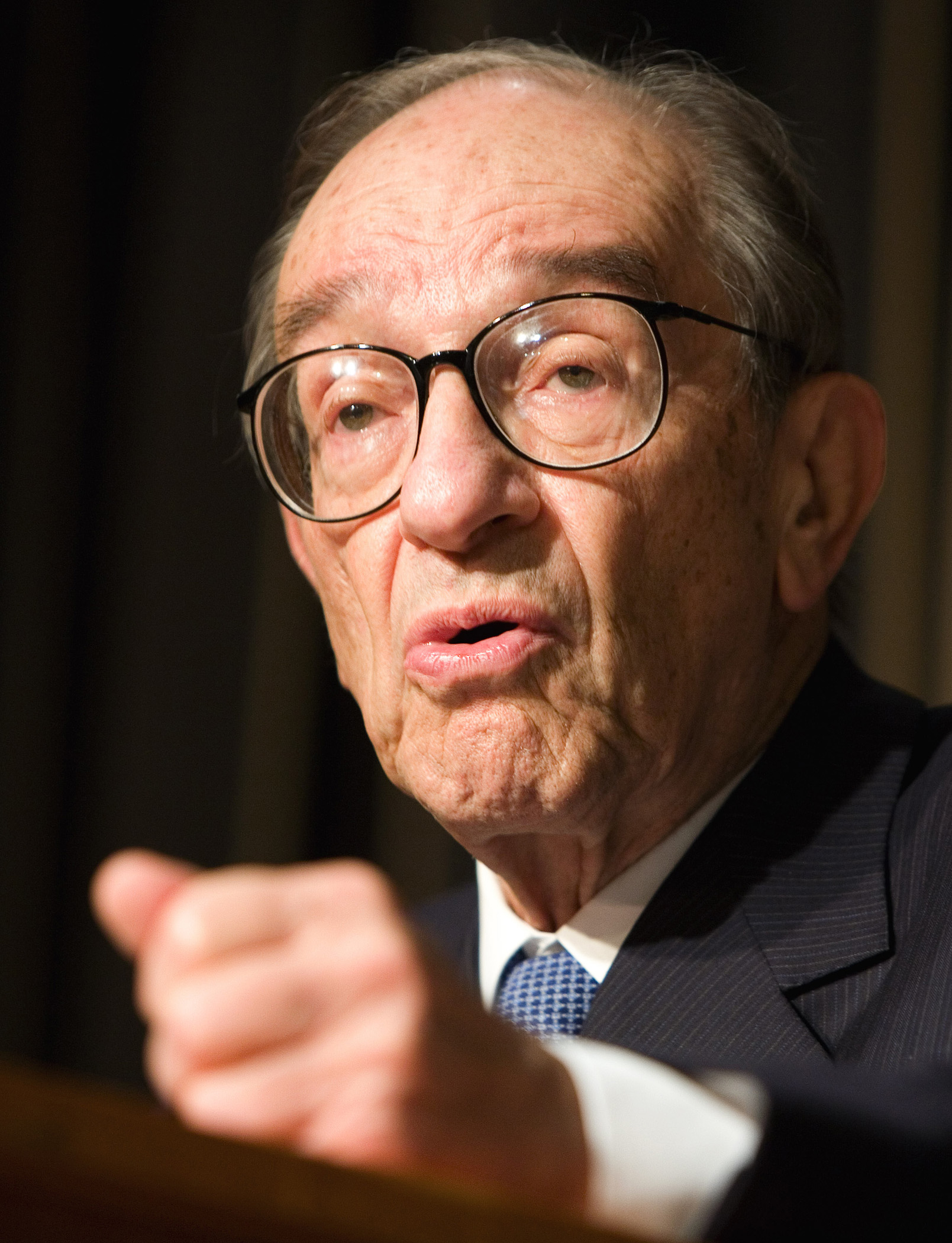
Alan Greenspan 2007

Greenspan trat am 31. Januar 2006 als Präsident der Notenbank in den Ruhestand. Für seine Nachfolge wurde am 24. Oktober 2005 Ben Bernanke nominiert. Aus diesem Anlass waren in der Finanzwelt zahlreiche Interpretationen zur „Legende“ Greenspan zu vernehmen; unter anderem berichtete Global iNet News/Berlinkontor:

„Alan Greenspan (79), der mächtigste Notenbanker der Welt, scheidet nach 18 Jahren aus dem Amt. Wenn dieser legendäre Chef der US Federal Reserve Bank vor die Mikrophone trat, hielten nicht nur Banker, Wirtschaftsbosse, Devisenhändler, Aktionäre und Kleinanleger den Atem an, sondern auch die Staatenlenker der Welt. Jedes Mal, wenn dieser ,Mogul der internationalen Finanzwelt‘ sich öffentlich äußerte, erzitterte die monetäre Erdbeben-Nadel auf der Richterskala der globalisierten Finanzwelt.“

Die richtungsweisenden Analysen und Maßnahmen, die Greenspan – wie es heißt – oft während der Entspannung in der Badewanne konzipierte, faszinierten und beeinflussten nicht nur die US-amerikanische Wirtschaft, sondern die Finanzsysteme weltweit. Greenspan, den der ehemalige Vorsitzende des Bankenausschusses im US-Kongress Phil Gramm den „größten Notenbanker aller Zeiten“ nannte, agierte in der Tat wie ein Regisseur aller Spekulationen und Wechselkurse.
Wegen seiner Politik niedriger Zinssätze wurde Greenspan auch „Zins-Eliminator“ genannt. So schreibt Berlinkontor: „Greenspan folgte stets nur seinen eigenen Eingebungen und Überzeugungen – und dominierte nicht selten selbst die Politik im Weißen Haus, im US-Kongress und an den internationalen Finanzmärkten.“
Vielfach wurde Greenspan als heimlicher mächtigster Mann der Welt angesehen, da oftmals bereits seine (bewusst vage gehaltenen) Andeutungen die Börsen in Bewegung versetzen. Seine Auftritte fanden zu seiner Zeit als Fed-Chef weltweit große Aufmerksamkeit, vor allem während der Sitzungstermine, bei denen die neuen geldpolitischen Schritte diskutiert und beschlossen werden sollten. Um im Vorfeld solcher Sitzungen die Höhe der Zinsanpassung und die Folgen für den Finanzmarkt bestimmen zu können, erfanden Börsenkommentatoren den Aktentaschen-Indikator.
Neben den überwiegend positiven Meinungen zur „Ära Greenspan“ wurden jedoch zuletzt vielfach auch kritischere Stimmen laut, die u. a. auf die Mitverantwortlichkeit Greenspans für den spekulativen Preisauftrieb im Aktien- und Immobiliensektor aufgrund der Politik des billigen Geldes hinwiesen. So wuchs unter seiner Führung beispielsweise die Geldmenge M3 von 3,614 Billionen US-$ zum Zeitpunkt seines Amtsantritts auf 10,250 Billionen US-$ zum Ende seiner Amtszeit, d. h. auf 283,62 %.
Des Weiteren wurde er für seine oft nebulösen, unklaren Äußerungen kritisiert, engl. auch Greenspeak genannt, die nach Ansicht vieler Ökonomen zu unnötigen Unsicherheiten auf den Finanzmärkten führten. Greenspan selbst verteidigte diese Strategie jedoch, da er lediglich durch überraschende Markteingriffe der Zentralbank Chancen für geldpolitische Impulse sah. Über sich selbst sagte er: „Ich weiß, dass Sie glauben, Sie wüssten, was ich Ihrer Ansicht nach gesagt habe. Aber ich bin nicht sicher, ob Ihnen klar ist, dass das, was Sie gehört haben, nicht das ist, was ich meine.“ Anderthalb Jahre nach seinem Ausscheiden aus dem Amt gab Greenspan zu, sein Publikum absichtlich aufs Glatteis geführt zu haben. Wenn er etwas gefragt wurde, worauf er nicht antworten konnte oder wollte, sei er in krude Satzkonstruktionen verfallen. Seine Zuhörer hätten dann gedacht, er habe etwas unglaublich Tiefsinniges gesagt und damit ihre Frage beantwortet.
In der Neuen Zürcher Zeitung vom 26. Oktober 2008 wurde darauf hingewiesen, dass Wirtschaftsnobelpreisträger Paul Krugman Greenspan im September 2008 als Hauptverantwortlichen der Finanzkrise bezeichnet habe. James K. Galbraith bezeichnete Greenspans Papier über die Krise vom 9. März 2010 als „Müll“ und monierte, dass kein einziges Mal das Wort „Verantwortung“ vorkäme. Greenspan wurde zwischenzeitlich vor der Financial Crisis Inquiry Commission als Zeuge gehört.

## Hedonische Berechnung von Inflation und Wachstum
Alan Greenspan ist ein Verfechter der hedonischen Berechnung von Inflation und Wachstum. Die hedonische Berechnung bezieht – neben der Preisveränderung – auch die Qualitätsveränderung eines Warenkorbes mit ein. Die hedonische Berechnung führt, im Gegensatz zu Verfahren mit reinen Preisveränderungen, zu niedrigeren Werten für die Inflation sowie zu höheren Werten für das Wachstum. Steigt z. B. die Rechenleistung eines Computers bei gleichem Preis um 50 %, so bewirkt dies einen Preisrückgang von 33 % sowie ein Wachstum von 50 %.
In seinem 2013 erschienenen Werk „The Map and the Territory“ weist er nach, dass in den USA die enorme Erhöhung der Sozialausgaben eins zu eins die Ersparnisse verdrängt hat.

## Ehrungen
Die American Philosophical Society, deren Mitglied er im Jahr 2000 wurde, verlieh ihm 1998 ihre Benjamin Franklin Medal for Distinguished Public Service. 2005 überreichte US-Präsident George W. Bush Greenspan die Presidential Medal of Freedom, die höchste zivile Auszeichnung der Vereinigten Staaten.

## Selbstkritik nach Beginn der Finanzkrise 2008
Nach dem Börsencrash in den USA im September 2008 gestand Alan Greenspan vor dem US-amerikanischen Kongressausschuss, er habe zu viel Hoffnung in die Selbstheilungskräfte der Märkte gehabt. Er bejahte die Frage des Abgeordneten von Kalifornien, Henry Waxman, „Haben Sie das Gefühl, dass Ihre Ideologie Sie zu Entscheidungen gedrängt hat, von denen Sie sich nun wünschen, sie nicht so getroffen zu haben?“  Als Waxman ihn konkretisierend fragte: „Mit anderen Worten, Sie haben herausgefunden, dass ihre Weltsicht, Ihre Ideologie, nicht richtig war und nicht funktioniert hat?“ antwortete Greenspan „Absolut, genau. Wissen Sie, das ist genau der Grund, warum ich schockiert bin, weil ich für über 40 Jahre mit sehr überzeugenden Beweisen davon ausging, dass sie außerordentlich gut funktioniert.“ Greenspan gestand, sich in seinem Ansatz gegen jede Regulation der Banken „teilweise“ geirrt zu haben, und meinte, der damals aktuelle Finanzcrash hätte ihn in einen Zustand „schockierter Ungläubigkeit versetzt“.

## Spätere Aktivitäten
Bei der Präsidentschaftswahl in den Vereinigten Staaten 2008 sprach sich Greenspan für die Wahl von John McCain aus.
Im Zuge der Präsidentschaftswahl in den Vereinigten Staaten 2016 enthielt sich Greenspan der Stimme und wählte weder Donald Trump noch Hillary Clinton. Er sagte hierzu im BBC:

„I'm a lifelong conservative Republican and it's the first time I didn't vote. I couldn't vote for Hillary Clinton and Donald Trump was not my candidate.“

„Ich bin ein konservativer Republikaner mein Leben lang und es ist das erste Mal, dass ich nicht gewählt habe. Ich konnte Hillary Clinton nicht wählen und Donald Trump war nicht mein Kandidat.“

Im August 2019 unterzeichnete er gemeinsam mit Paul Volcker, Ben Bernanke und Janet Yellen einen Aufruf, der für eine unabhängige US-Notenbank plädierte.

## Zitat
Am 22. Februar 2002 nach der Pleite des Enron-Konzerns angesichts Bilanzfälschungen reagierte Greenspan als amtierender Chef der US-Notenbank in einer Krisensitzung äußerst verärgert auf solcherlei Verbrechen durch leitende Angestellte in Unternehmen und schrie wutentbrannt: „There’s been too much gaming of the system until it is broke. Capitalism is not working! There has been a corrupting of the system of capitalism.“

„Der Euro wird kommen, aber er wird keinen Bestand haben“